# Михайловка (Седельниковский район)
Михайловка — деревня в Седельниковском районе Омской области. Входит в состав Голубовского сельского поселения.

## История
Основана в 1800 г. В 1928 г. состояла из 83 хозяйств, основное население — русские. Центр Михайловского сельсовета Седельниковского района Тарского округа Сибирского края.

## Население
| 1926 | 2010 |
| ---- | ---- |
| 414  | ↘104 |